# ركوب الأمواج لذوي الاحتياجات الخاصة

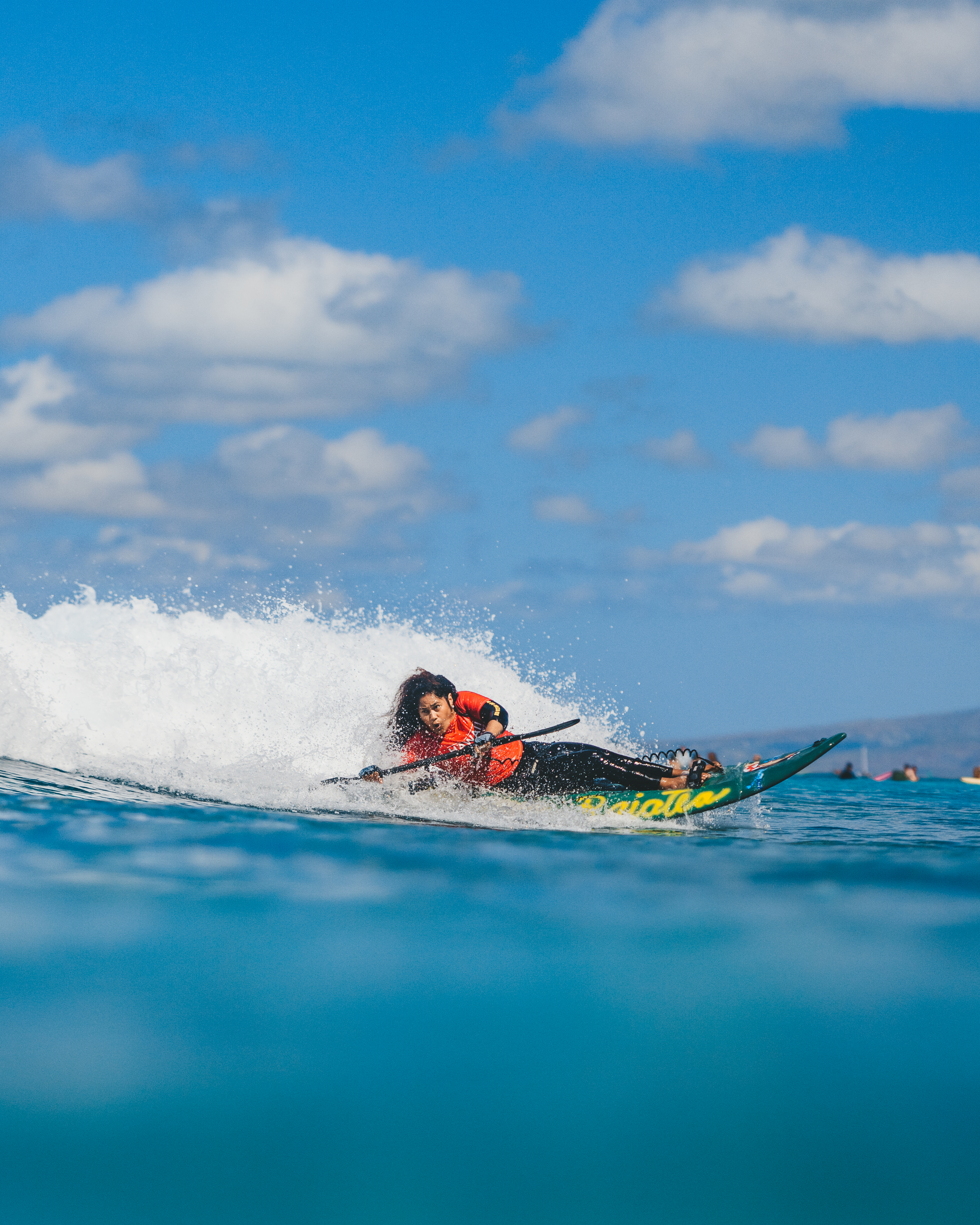
ميرا نيلسون على زلاجة الأمواج في بطولة هاواي لركوب الأمواج التكيفية لعام 2022

ركوب الأمواج لذوي الاحتياجات الخاصة أو ركوب الأمواج التكيفي (بالإنجليزية: Para Surfing)‏ أو ركوب الأمواج البارالمبي هو أحد أشكال ركوب الأمواج حيث يستخدم الفرد ذو الإعاقة لوحًا أو زلاجة لركوب الموجة المتكسرة. فعلى المستوى التنافسي استضافت الجمعية الدولية لركوب الأمواج (آي إس إيه) بطولة العالم لركوب الأمواج لذوي الاحتياجات الخاصة سنويًا منذ عام 2015. وبالإضافة إلى ذلك تم تشكيل جمعية محترفي ركوب الأمواج التكيفي (إيه إيه أس بيه) في عام 2022 باعتبارها الهيئة الحاكمة الدولية لركوب الأمواج التكيفي الاحترافي، وتدير جولة إيه إيه أس بيه العالمية بما في ذلك الأحداث في هاواي وكاليفورنيا في عامها الافتتاحي. وتقوم رابطة البارا سيرف (بيه أس أل) والتي تم إطلاقها في عام 2022 بتنظيم مسابقات للهواة والمحترفين في جميع أنحاء العالم.
حيث يتم تصنيف راكبي الأمواج من ذوي الاحتياجات إلى أقسام تنافسية مختلفة بناءً على إعاقاتهم الخاصة، مع تصنيف معتمد بشكل عام من قبل متخصصين طبيين للمسابقات المهنية. وهناك حاليًا تسعة أقسام منفصلة معترف بها من قبل آي إس إيه وإيه إيه أس بيه وبيه أس أل.

## التاريخ
وقد تأسست أول منظمة لركوب الأمواج التكيفي لايف رولز أون في عام 2001 على يد جيسي بيلاور، وهو متصفح محترف طموح تعرض لإصابة في النخاع الشوكي في عام 1996. وتقيم المنظمة العديد من فعاليات "سوف يمارسون رياضة ركوب الأمواج مرة أخرى" كل عام لمساعدة الأفراد ذوي الإعاقة على تعلم رياضة ركوب الأمواج التكيفية.

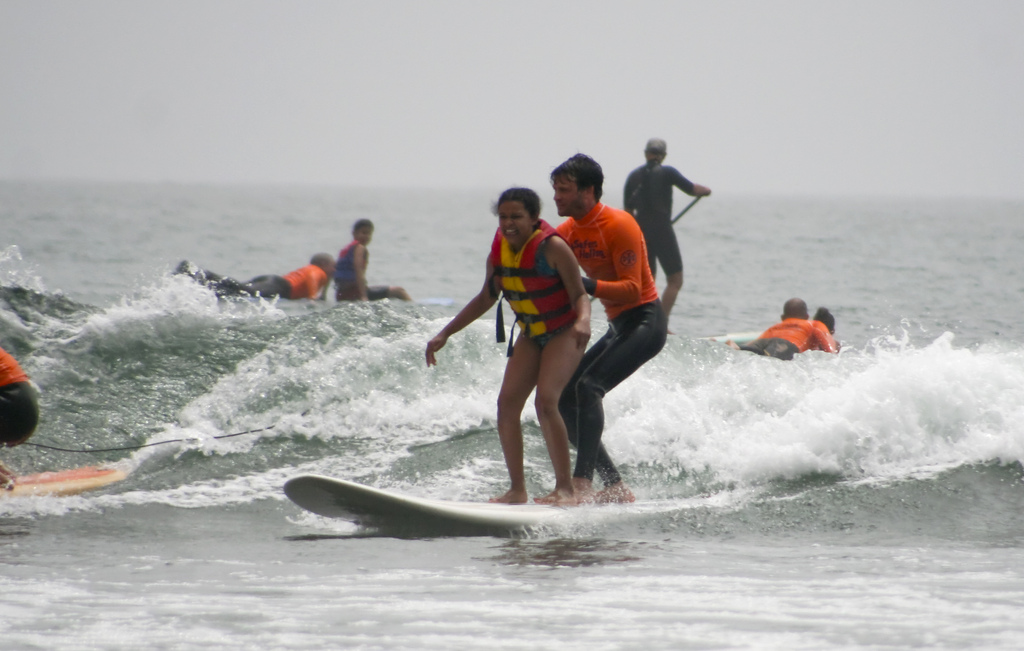
يتعلم الأطفال الذين يعانون من اضطرابات طيف التوحد رياضة ركوب الأمواج بمساعدة راكبي الأمواج المدربين. سنة 2010 سيرفريدر بيتش "شاطئ ماليبو لاجون ستيت" في كاليفورنيا

في عام 2006 أضاف مهرجان ديوك في المحيط بمساعدة أكسس سيرف هاواي وهج ركوب الأمواج التكيفية كجزء من المنافسة. ومنذ عام 2007 يتم عقد مؤتمر هاواي السنوي لركوب الأمواج التكيفي بهدف دعم منصة ركوب الأمواج لذوي الاحتياجات الخاصة ورفعها إلى المستوى الاحترافي.
وفي عام 2015 استضافت الجمعية الدولية لركوب الأمواج أول بطولة عالمية لركوب الأمواج لذوي الاحتياجات الخاصة (والتي كانت تسمى في الأصل بطولة العالم لركوب الأمواج التكيفية). وضم الحدث الافتتاحي 69 متنافسًا من 18 دولة. أما في الآونة الأخيرة فقد شهدت دورة عام 2022 مشاركة 181 رياضيًا من 28 دولة.
كذلك في عام 2017 وُلدت بطولة الولايات المتحدة المفتوحة لركوب الأمواج التكيفية كأول بطولة احترافية لركوب الأمواج لذوي الاحتياجات الخاصة تقدم مجموعة جوائز نقدية لجميع الفائزين على منصة التتويج، وكانت أيضًا أول بطولة تطبق التحكيم الأولي. حيث تأسست بطولة الولايات المتحدة المفتوحة للجولف إيه أس سي بعد المعايير التي وضعها كل من اكسيس سيرف وهاواي إيه أس سي كمنصة احترافية.
أما في سبتمبر 2019 ومارس 2020 فقد خضع لاعبو ركوب الأمواج من ذوي الاحتياجات الخاصة لإعادة تنظيم في فئات رياضية أكثر توازناً، والتي أخذت في الاعتبار عوامل مثل ظروفهم الصحية الأساسية والإعاقات المؤهلة ومعايير الإعاقة المحددة. وبالإضافة إلى ذلك تم إنشاء إطار مفاهيمي لتوفير التوجيه لقرارات التصنيف ووضع الأساس للبحوث المستقبلية في هذا المجال.
وفي عام 2022 تم تشكيل جمعية محترفي ركوب الأمواج التكيفي لتكون الهيئة الحاكمة الدولية لركوب الأمواج البارالمبي الاحترافي وتنظيم جولة من الأحداث لمحترفي ركوب الأمواج التكيفي. وفي عامها الافتتاحي استضافت الجولة حدثين هما بطولة هاواي لركوب الأمواج التكيفية وبطولة الولايات المتحدة المفتوحة لركوب الأمواج التكيفية. ثم تم تخصيص نقاط لراكبي الأمواج بناءً على النتائج في كل مسابقة، وأولئك الذين حصلوا على أعلى مجموع نقاط تم تتويجهم أبطالًا للجولة العالمية وتمكنوا من منح أكثر من مئة ألف دولار للرياضيين التكيفيين في عامها الأول.
حيث تم إطلاق دوري بارا لركوب الأمواج في عام 2022 لتنظيم مسابقات ركوب الأمواج لذوي الاحتياجات الخاصة في جميع أنحاء العالم. كما ستنظم سلسلة دوري ركوب الأمواج لذوي الاحتياجات الخاصة أحداثًا في كوستاريكا وإسبانيا وويلز وفرنسا والمزيد.

## تصنيف

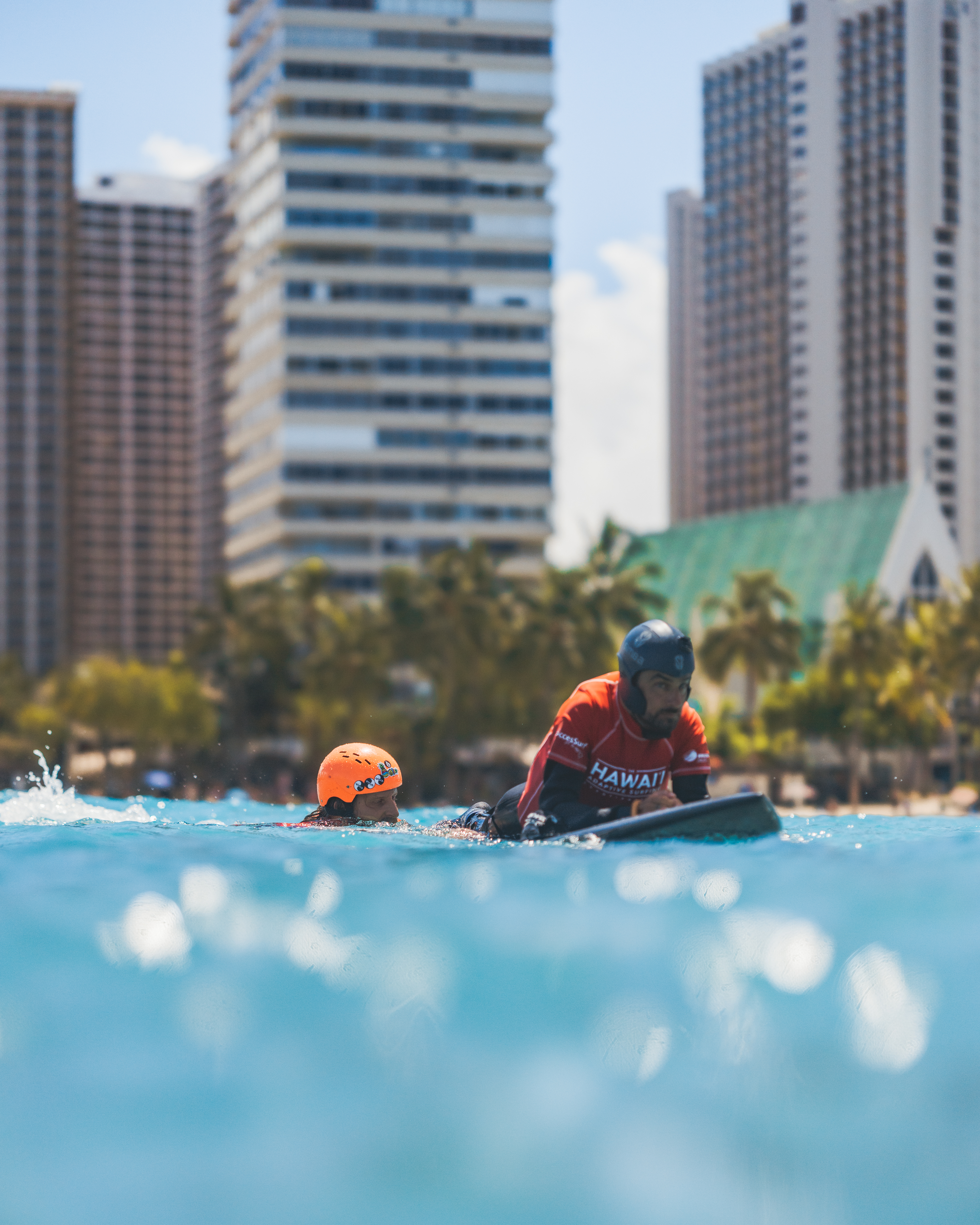
جيسي بيلاور متسابق ركوب الأمواج لذوي الاحتياجات الخاصة يركب الأمواج بمساعدة في بطولة هاواي لركوب الأمواج التكيفية لعام 2022

في عام 2018 قامت الدكتورة مورين جونسون الحاصلة على درجة الدكتوراه والماجستير وأخصائية العلاج المهني/التأهيل وأخصائية إعادة التأهيل البدني وأخصائية العلاج الطبيعي/أخصائية التدريب غير التنموي ومؤسسة ستوك فور لايف وبطولة الولايات المتحدة المفتوحة لركوب الأمواج التكيفية بتطوير وكتابة نظام التصنيف الحالي المستخدم من قبل إيه إيه أس بيه وبيه أس أل وآي أس إيه. وقد اعتمدت الجمعية الدولية للأوراق المالية نظام التصنيف في عام 2020. حيث تعترف كل من آي أس إيه وإيه إيه أس بيه وبيه أس أل بنفس الأقسام التسعة لركوب الأمواج التكيفي.
| قسم                                                                                                 | وصف |
| --------------------------------------------------------------------------------------------------- | --- |
| حامل الطرف العلوي أو حامل ركوب الأمواج لذوي الاحتياجات الخاصة 1                                     | أي راكب أمواج يركب موجة في وضع الوقوف مع استخدام الطرف العلوي بتر أو عيب خلقي أو ما يعادله أو قصر القامة.                                |
| الوقوف أسفل الركبة أو الوقوف في رياضة ركوب الأمواج لذوي الاحتياجات الخاصة 2                         | أي راكب أمواج يركب موجة في وضع الوقوف مع وجود أدنى بتر الركبة أو ما يعادله من عيوب خلقية أو إعاقة، أو اختلاف طول الساقين.                |
| الوقوف فوق الركبة أو الوقوف في رياضة ركوب الأمواج لذوي الاحتياجات الخاصة 3                          | أي راكب أمواج يركب موجة في وضع الوقوف مع وجود رأس أعلى بتر الركبة أو بتر كلا الطرفين السفليين أو ما يعادله من عيوب خلقية أو إعاقة.       |
| أي ركبة/ركوع أو ركبة في رياضة ركوب الأمواج الشراعية                                                 | راكب الأمواج الذي تم بتر كلا طرفيه السفليين فوق الركبة أو يركع أو يجلس دون استخدام مجداف أو يعاني من إعاقة خلقية تعادل إحدى هذه الحالات. |
| التزلج على الأمواج أو ركوب الأمواج لذوي الاحتياجات الخاصة                                           | راكب أمواج لا يحتاج إلى مساعدة للصعود على لوحه بأمان والتجديف في الموجة أثناء الجلوس.                                                    |
| ركوب الأمواج بدون مساعدة في وضع الاستلقاء أو ركوب الأمواج لذوي الاحتياجات الخاصة في وضع الاستلقاء 1 | أي راكب أمواج يستطيع الدخول في موجة والعودة بأمان إلى اللوح أثناء ركوب الموجة في وضعية الانبطاح.                                         |
| مساعدة في الركوب على الماء أو ركوب الأمواج لذوي الاحتياجات الخاصة في وضع الركوب على الماء 2         | أي شخص يركب موجة في وضعية الانبطاح ويحتاج إلى مساعدة في الدخول إلى الماء والتجديف في الموجة والعودة إلى اللوح بأمان.                     |
| كفيف/غير قادر على الرؤية أو ممارس رياضة ركوب الأمواج الشراعية - ضعف الرؤية 1                        | أي راكب أمواج يركب موجة في وضع الوقوف مع آي بي أس إيه تصنيف المستوى بي1.                                                                 |
| ضعف الرؤية الجزئي أو ضعف الرؤية الناتج عن رياضة ركوب الأمواج الشراعية 2                             | أي راكب أمواج يركب موجة في وضع الوقوف مع آي بي أس إيه التصنيف المستوى ب2 والمستوى ب3.                                                    |

## الأحداث

### بطولة العالم لركوب الأمواج لذوي الاحتياجات الخاصة
تستضيف بطولة العالم لركوب الأمواج لذوي الاحتياجات الخاصة (آي أس إيه) مسابقات ركوب الأمواج على الطراز الأولمبي. وقد بدأت المسابقات في عام 2015 وتم استضافتها على شاطئ بريزمو، ولكن يتم استضافتها الآن على شاطئ هنتنغتون منذ عام 2023. تعتمد المنافسة على نظام الدوري من دور واحد حيث يتنافس كل متسابق مرتين. ثم يتم تصنيف راكبي الأمواج وفقًا لمجموع أفضل موجتين لهم من أي سباق.
وفي قسم الإعاقة البصرية لبطولة ركوب الأمواج لذوي الاحتياجات الخاصة آي أس إيه فيكون مات فورمستون من أستراليا هو البطل لأعوام 2017 و2018 و2020.
ولقد كان عام 2021 هو المرة الأولى التي أقيمت فيها بطولة العالم لركوب الأمواج البارالمبية خارج منطقة سان دييغو.
أما في عام 2023 فقد تم تسجيل رقم قياسي للحدث بمشاركة 183 متنافسًا من 27 دولة مختلفة. 

### إيه إيه أس بيه
تقام بطولة هاواي لرياضة ركوب الأمواج التكيفية سنويًا في وايكيكي . وقد تمت رعاية المسابقة من قبل منظمة آكسس سيرف المحلية الغير ربحية وقد تطورت من حدث أقيم كجزء من مهرجان ديوك المحيطي في عام 2006. ومنذ عام 2007 يتم عقد مسابقة هاواي إيه أس سي سنويًا لدعم منصة ركوب الأمواج التكيفية ورفعها إلى المستوى الاحترافي. ولقد أصبحوا حدثًا مستقلاً في عام 2019 منفصلاً عن مهرجان دوق في المحيط.
كما أنه في عام 2023 ستقام بطولة "ركوب الأمواج التكيفي المفتوحة للمحترفين كوستاريكا" في بوكا بارانكا في بونتاريناس.

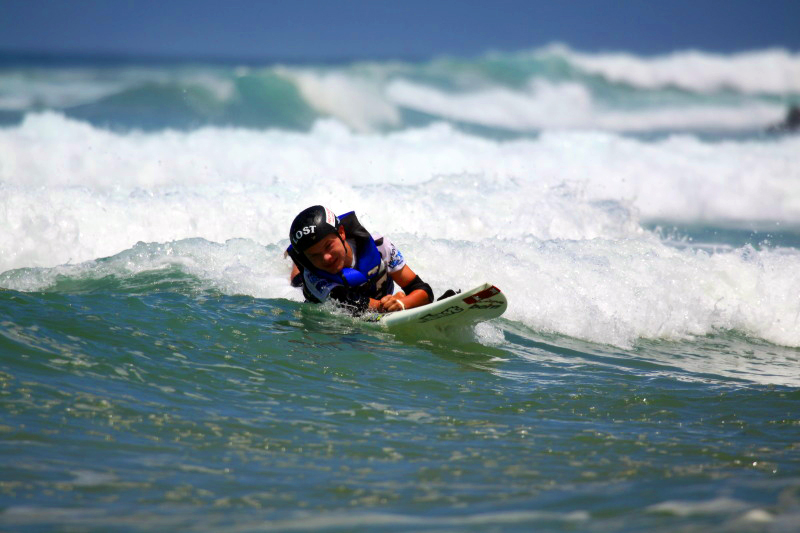
ركوب الأمواج التكيفي في معسكر أوشن هيلنغ غروب جوس

كما تقام بطولة الولايات المتحدة المفتوحة لركوب الأمواج التكيفية سنويًا في أوشنسايد في كاليفورنيا، وتنظمها مؤسسة ستوك من أجل الحياة الغير ربحية المحلية وهي آخر ثلاث أحداث في جولة إيه إيه أس بيه العالمية. وقد أقيمت لأول مرة في عام 2017.

### بي إس إل
ستكون أول مسابقة لبطولة دوري البارا لركوب الأمواج لعام 2023 هي بطولة دوري أس إيه لركوب الأمواج لذوي الاحتياجات الخاصة المفتوحة وذلك في شاطئ مويزينبيرج في كيب تاون في جنوب أفريقيا.
وستستضيف رابطة دوري ركوب الأمواج لذوي الاحتياجات الخاصة واتحاد الولايات المتحدة الأمريكية لركوب الأمواج بطولة الولايات المتحدة الوطنية في أوشنسايد بكاليفورنيا. حيث سيكون المواطنون الأمريكيون المتنافسون في هذه المسابقة مؤهلين للاختيار في فريق الولايات المتحدة الأمريكية الوطني لركوب الأمواج كجزء من ركوب الأمواج لذوي الاحتياجات الخاصة.
حيث ستقام بطولة كوستاريكا المفتوحة لركوب الأمواج لذوي الاحتياجات الخاصة في بلايا جاكو بجارابيتو في بونتاريناس باعتبارها المحطة الثالثة من سلسلة دوري ركوب الأمواج لذوي الاحتياجات الخاصة في عام 2023.

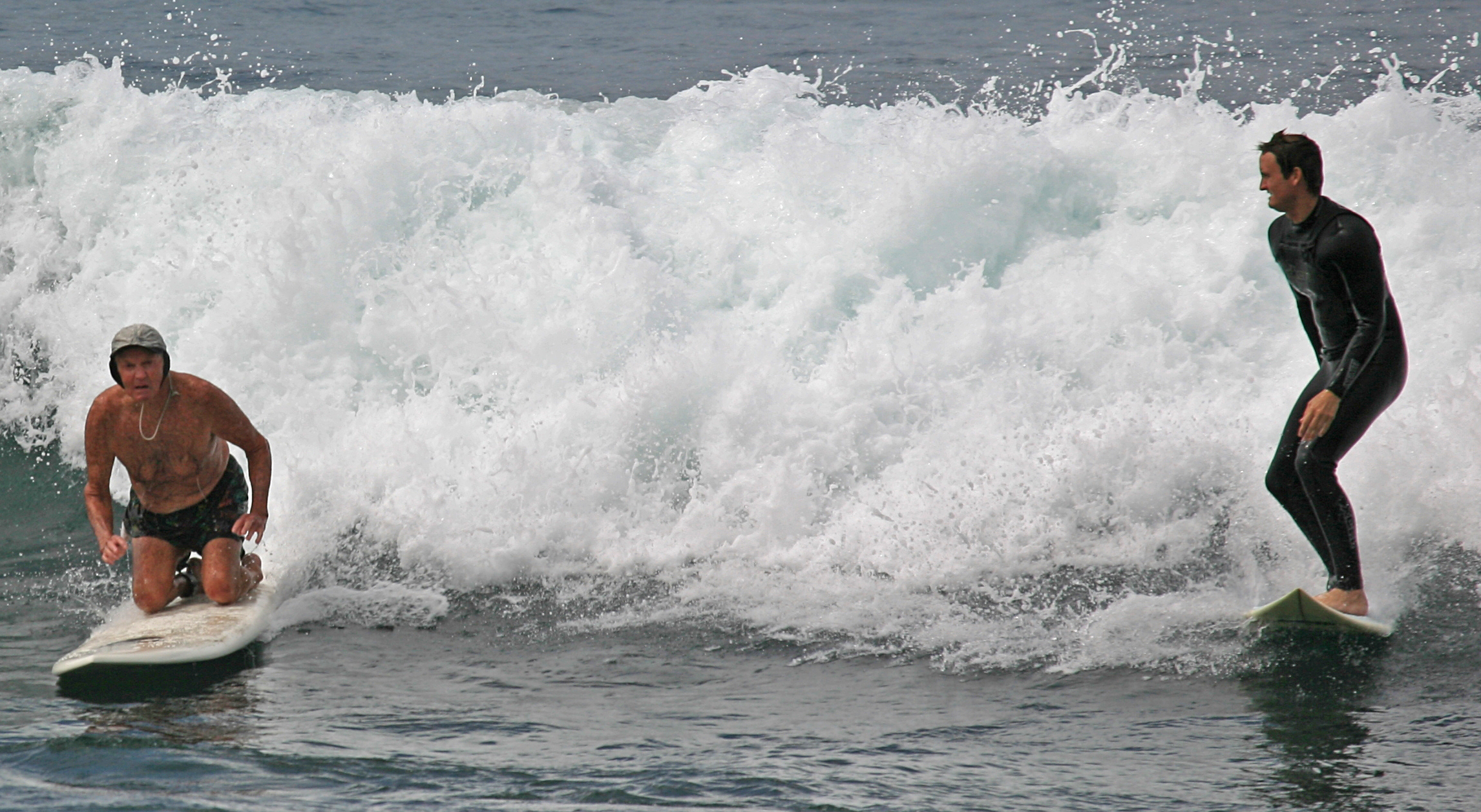
ركوب الأمواج في سان دييغو بكاليفورنيا - سبتمبر 2007

ستقام منافسات الجزء الأوروبي من بيه أس أل في إسبانيا وويلز وفرنسا مع بطولة الدوري المفتوح لركوب الأمواج لذوي الاحتياجات الخاصة في إسبانيا لعام 2023 وبطولة الدوري المفتوح لركوب الأمواج لذوي الاحتياجات الخاصة في إسبانا لعام 2023 وبطولة ويلز لركوب الأمواج لذوي الاحتياجات الخاصة لعام 2023 وبطولة الدوري المفتوح لركوب الأمواج لذوي الاحتياجات الخاصة والبطولة المفتوحة في فرنسا #2 لعام 2023 وبطولة الدوري الأوروبي المفتوح لركوب الأمواج لذوي الاحتياجات الخاصة دي لا بارا سيرف كونت. الأبطال. 

### بطولات آخرى
أقيمت بطولة ركوب الأمواج التكيفية الإنجليزية المفتوحة لعام 2022 في ذا ويف في بريستول بإنجلترا. 

## الألعاب البارالمبية
كانت رياضة ركوب الأمواج لذوي الاحتياجات الخاصة واحدة من 33 رياضة بما في ذلك عشر رياضات جديدة تم تقديم طلباتها إلى اللجنة البارالمبية الدولية لإدراجها في دورة الألعاب البارالمبية "لذوي الاحتياجات الخاصة" LA28. وقد وضعت اللجنة البارالمبية الدولية رياضة ركوب الأمواج ضمن القائمة المختصرة للرياضات التي تحتاج إلى مزيد من الدراسة من أجل إدراجها، وسيتم اتخاذ القرار النهائي بشأن إدراجها بحلول نهاية عام 2023.